# 올림픽 에어
올림픽 에어(영어: Olympic Air)는 그리스의 국영 항공사로 본사는 그리스 아테네 시에 위치해 있으며 허브 공항은 아테네 국제공항, 테살로니키 국제공항, 로즈 국제공항이 있다.

## 역사
2009년에 파산한 올림픽 항공을 뒤이어 설립한 그리스의 국영 항공사로 2010년 2월 에게 항공과 합병에 합의했으나 2011년 1월 유럽 위원회의 심사에서 부정 승인 되었다. 2013년 10월에 유럽 위원회의 심사에서 재승인 되어 향후 에게 항공과 합병될 예정이다.2013년 10월 9일에 유럽 위원회의 승인을 받았다. 두 항공사는 별도의 브랜드로 계속 운영되고 있다

## 운항 노선
- 2012년 8월 기준으로 올림픽 에어는 다음과 같은 기종을 보유하고 있다.

### 코드쉐어 협정
- 올림픽 에어는 다음과 같은 항공사와 코드쉐어 협정을 체결하고 있다.[4][5]

- 에게 항공
- TAROM
- 델타 항공 (스카이팀 회원)[6][7]
- 에티하드 항공[8]
- KLM

## 보유 기종
- 2019년 4월 기준으로 올림픽 에어는 다음과 같은 기종을 보유하고 있으며 평균 기령은 7.2년이다.[9][10]